# 이마뼈

두개골의 측면부
1. 이마뼈 (Frontal bone)
2. 마루뼈(Parietal bone)
3. 코뼈(Nasal bone))
4. 벌집뼈(Ethmoid bone)
5. 눈물뼈(Lacrimal bone)
6. 나비뼈(Sphenoid bone)
7. 뒤통수뼈(Occipital bone)
8. 관자뼈(Temporal bone)
9. 광대뼈(Zygomatic bone)
10. 위턱뼈(Maxilla)
11. 아래턱뼈(Mandible)

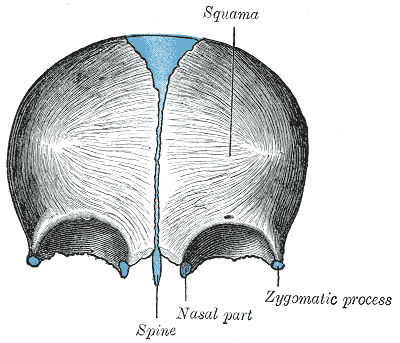
태아의 이마뼈

이마뼈 또는 전두골(前頭骨, 영어: frontal bone)은 머리뼈를 구성하는 뼈의 하나이다. 머리뼈의 앞쪽과 윗벽을 형성하며 비늘부분, 눈구멍부분과 코부분의 세 부분으로 나눌 수 있다.

## 관절
이마뼈는 2개의 마루뼈, 2개의 코뼈, 2개의 위턱뼈, 1개의 벌집뼈, 1개의 나비뼈, 2개의 광대뼈, 2개의 눈물뼈와 관절한다.

## 태아의 골격
이마뼈는 태아 시기와 출생 직후에는 좌우 두 개의 뼈로 이루어져 있으나 생후 22~24개월이 지나면 한 개로 봉합한다. 이때 두 이마뼈가 봉합한 흔적을 이마봉합(영어: frontal suture)이라 한다. 영문 용어상으로는 이마봉합이 특별히 현저한 경우 metopic suture라고 구분하지만 한국어 용어로는 둘 다 이마봉합이라고 한다.

## 같이 보기
- 전두엽